# Neopaschia
Neopaschia är ett släkte av fjärilar. Neopaschia ingår i familjen mott.
Kladogram enligt Catalogue of Life:
| Neopaschia | \| \| Neopaschia flavociliata \| \| \| \| \| \| Neopaschia lemairei \| \| \| \| \| \| Neopaschia nigromarginata \| \| \| \| |
|            | \| \| Neopaschia flavociliata \| \| \| \| \| \| Neopaschia lemairei \| \| \| \| \| \| Neopaschia nigromarginata \| \| \| \| |
|            | Neopaschia flavociliata |
|            | |
|            | Neopaschia lemairei |
|            | |
|            | Neopaschia nigromarginata                                                                                                   |
|            | |